# Tres Cabrones
Tres Cabrones es el decimonoveno álbum de estudio de la banda Melvins, fue lanzado el 5 de noviembre de 2013. Este cuenta con Mike Dillard el baterista original de la banda, con su actual baterista Dale Crover tocando el bajo. Es el primer álbum oficial el cual cuenta con Mike Dillard, ya que su única aparición con Melvins había sido en el álbum Mangled Demos from 1983 el cual compila varias grabaciones piratas.
Nueve de las canciones aparecieron previamente en formato de vinilo antes de que el álbum fuera lanzado oficialmente. Psycho-Delic Haze (tiene una mezcla diferente a la que aparece en el EP "1983"), Stump Farmer, Stick Em' Up Bitch y Walter's Lips todas aparecen en el EP "1983" lanzado en formato vinilo de 10" en 2012. City Dump, You're in the Army Now y 99 Bottles of Beer aparecen en el sencillo "Gaylord", lanzado en formato vinilo de 7" en el verano de 2013. American Cow fue parte del CD de "Bash 13" un álbum recopilatorio en conjunto con Mudhoney,, Negative Approach, Die Kreuzen, Hepa-Titus y Gay Witch Abortion. Dr. Mule fue previamente lanzado por los 10 años de "Scion" en un split de 7" con Helmet.
"Walter's Lips" es un cover de The Lewd y es una regrabacion de "Walter" que aparece en Mangled Demos from 1983. "Stick Em' Up Bitch" cuenta con la letra y el ritmo original durante la primera mitad de la canción antes de pasar a "Fascists Eat Donuts" un cover de The Pop-O-Pies.

## Track listing
| N.º | Título                    | Escritor           | Duración |  |
| 1.  | «Dr. Mule»                | Osborne            | 4:19     |  |
| 2.  | «City Dump»               | Osborne            | 3:30     |  |
| 3.  | «American Cow»            | Osborne            | 3:42     |  |
| 4.  | «Tie My Pecker to a Tree» | Tradicional        | 1:03     |  |
| 5.  | «Dogs and Cattle Prods»   | Osborne            | 8:58     |  |
| 6.  | «Psycho-Delic Haze»       | Osborne            | 4:11     |  |
| 7.  | «99 Bottles of Beer»      | Tradicional        | 1:18     |  |
| 8.  | «I Told You I Was Crazy»  | Osborne            | 6:54     |  |
| 9.  | «Stump Farmer»            | Osborne            | 2:22     |  |
| 10. | «You're in the Army Now»  | Traditional        | 1:10     |  |
| 11. | «Walter's Lips»           | The Lewd           | 3:12     |  |
| 12. | «Stick em' Up Bitch»      | Osborne/Pop-o-Pies | 4:14     |  |

## Personal
- King Buzzo - guitarra, voz
- Dale Crover - bajo, voz
- Mike Dillard - batería